# اییان د باکاس
اییان د باکاس (به اسپانیایی: Illán de Vacas) یک شهرستان در اسپانیا است که در استان تولدو واقع شده‌است.

## خصوصیات
اییان د باکاس ۹ کیلومترمربع مساحت و ۶ نفر جمعیت دارد و ۴۸۰ متر بالاتر از سطح دریا واقع شده‌است.